# PM²
PM² est une méthode de gestion de projets généraliste développée par la Commission Européenne, diffusée librement sous l'appellation OpenPM².  Elle se compose d'un modèle de gouvernance et d'organisation de projet, d'un ensemble détaillé de processus articulés en 4 phases, ainsi que d'un ensemble de modèles de livrables de gestion de projets.  Elle intègre en les adaptant certaines pratiques et techniques d'autres référentiels de gestion de projet reconnus.    

## Historique
Les débuts de PM² remontent à 2007. La méthode initialement mise au point pour des projets informatiques a été présentée comme base de travaux futurs lors d'une conférence sur le management de projets organisée par la Commission Européenne avec le « Project Management Institute » en 2008 .
Après une phase pilote et un premier déploiement de la méthode,  la première édition du « Guide PM² » a été publiée en 2012.  
La deuxième édition du « Guide PM² » a été publiée en 2013.
La version « open » du « Guide PM² » a été publiée en 2016 .
La Commission Européenne a organisé la première conférence publique « Open PM² »  en 2018 , année au cours de laquelle est également publiée la version 3.0 du « Guide PM² » 

## Principes
La méthode PM² a fait l'objet d'un ouvrage publiée par l'Office des Publications de l'Union Européenne et  disponible en téléchargement libre.  

### Gouvernance et organisation du projet
La gouvernance et l'organisation de projet sont structurées selon une logique client/fournisseur avec les roles principaux suivants: 
- le maitre d'ouvrage (« project owner »)
- le maitre d'œuvre (« solution provider »)
- le responsable métier (« business manager ») gérant les activités de projet de la maitrise d'ouvrage
- le chef de projet  (« project manager ») gérant les activités de projet pour le maitre d'œuvre
- le comité de pilotage
- le groupe de mise en œuvre métier (« business implementation group ») sous l'autorité du responsable métier
- l'équipe noyau (« project core team ») sous l'autorité du chef de projet
- l'équipe de support de projet

### Phases et processus
Le cycle de vie d'un projet PM² est structuré en 4 phases séquentielles:  le lancement, la planification, la mise en œuvre et la clôture, qui font l'objet d'activités de monitorage et de contrôle transverses tout au long du projet. La méthode définit ainsi 34 processus, avec les rôles et responsabilités et livrables de gestion de projet associés.
La phase de lancement se compose de 4 processus concernant:  la réunion de lancement, la demande de lancement de projet, l'établissement du cas d'affaires et l'élaboration de la charte projet. 
La phase de planification se compose de 8 processus:  la réunion de lancement de la planification, l'établissement d'un manuel de projet, la création de la matrice des parties prenantes, la planification de l'externalisation, le planification des travaux (à l'aide d'un organigramme des tâches du projet), la planification de l'acceptation des livrables, la planification de la transition, et la planification de la mise en œuvre métier. 
La phase de mise en œuvre se compose de 5 processus: la réunion de lancement de la mise en œuvre, la coordination du projet, l'assurance qualité, le reporting de projet, et la diffusion d'informations. 
La phase de cloture se compose de 4 processus:  la réunion de revue finale, le retour d'expérience (« lessons learned » en anglais), le bilan de projet, et la clôture administrative.  
Les activités de monitorage et de contrôle comprennent 13 processus:  le suivi de la performance, le suivi des échéances, le contrôle des coûts, la gestion des parties prenantes, la gestion des exigences,   la gestion des changements du projet, la gestion des risques, la gestion des incidences (« issues » en anglais) et des décisions, la gestion de la qualité, l'acceptation des livrables, la gestion de la transition, la gestion de la mise en œuvre métier (c'est-à-dire des changements nécessaires dans l'organisation pour bénéficier des résultats du projet), et la gestion administrative.

## Comparaison avec d'autres méthodes
PM² utilise une terminologie proche de Ia norme internationale ISO 21500, mais présente des différences significatives, notamment au niveau des processus retenus, et par des livrables originaux. 
Par ailleurs, PM² impose un cycle de vie avec un modèle de phases en cascade. Ceci diffère de la norme ISO 21500, et les référentiels généralises PRINCE2 et PMBOK qui organisent les processus de gestion de projet en groupes de processus qui s'exécutent tout au long du projet, indépendamment de la structure du cycle de vie.  
Une étude comparative a constaté que PM²  se réfère à des éléments du référentiels de compétence IPMA-ICB de l'association internationale de management de projet (« International Project Management Association », IPMA) et qu'il pouvait en résulter des synergies.  L'étude regrette l'absence de mise en correspondance des éléments du modèle de projet promu par PM² avec ceux des modèles de référence de ISO 21500, PMBOK et l'intégralité de IPMA-ICB, tout en reconnaissant que PM² constituait un excellent « livre de recettes » dans le domaine de la gestion de projet. 